# Pseudosmittia forcipatus
Pseudosmittia forcipatus är en tvåvingeart som först beskrevs av Maurice Emile Marie Goetghebuer 1921.  Pseudosmittia forcipatus ingår i släktet Pseudosmittia och familjen fjädermyggor. Inga underarter finns listade i Catalogue of Life.